# Paul Davis (cestista)
Paul Russell Davis (Detroit, 21 luglio 1984) è un ex cestista statunitense, professionista nella NBA e in Europa.

## Carriera
È stato selezionato dai Los Angeles Clippers al secondo giro del Draft NBA 2006 (34ª scelta assoluta).

## Statistiche

### College
| Anno      | Squadra      | PG  | PT | MP   | TC%  | 3P%  | TL%  | RP  | AP  | PRP | SP  | PP   |
| --------- | ------------ | --- | -- | ---- | ---- | ---- | ---- | --- | --- | --- | --- | ---- |
| 2002-2003 | MSU Spartans | 35  | 5  | 17,8 | 43,8 | 16,7 | 66,0 | 4,7 | 0,4 | 0,9 | 0,5 | 7,8  |
| 2003-2004 | MSU Spartans | 30  | 30 | 28,2 | 56,8 | 33,3 | 79,9 | 6,2 | 2,0 | 1,5 | 0,6 | 15,8 |
| 2004-2005 | MSU Spartans | 32  | 29 | 26,9 | 54,1 | 12,5 | 67,0 | 8,0 | 1,6 | 1,1 | 0,6 | 12,3 |
| 2005-2006 | MSU Spartans | 33  | 33 | 30,8 | 56,6 | 31,6 | 87,0 | 9,1 | 1,6 | 1,0 | 0,9 | 17,5 |
| Carriera  | Carriera     | 130 | 97 | 25,8 | 53,8 | 27,1 | 76,3 | 7,0 | 1,4 | 1,1 | 0,7 | 13,2 |

### NBA

#### Regular Season
| Anno      | Squadra       | PG | PT | MP   | TC%  | 3P% | TL%  | RP  | AP  | PRP | SP  | PP  |
| --------- | ------------- | -- | -- | ---- | ---- | --- | ---- | --- | --- | --- | --- | --- |
| 2006-2007 | L.A. Clippers | 31 | 0  | 5,8  | 42,3 | -   | 70,0 | 1,4 | 0,2 | 0,2 | 0,2 | 1,6 |
| 2007-2008 | L.A. Clippers | 22 | 1  | 8,8  | 36,9 | -   | 60,0 | 2,1 | 0,5 | 0,3 | 0,3 | 2,5 |
| 2008-2009 | L.A. Clippers | 27 | 1  | 11,9 | 40,8 | 0,0 | 79,4 | 2,5 | 0,4 | 0,4 | 0,1 | 4,0 |
| 2009-2010 | Wash. Wizards | 2  | 0  | 4,0  | 50,0 | -   | 50,0 | 0,0 | 1,5 | 0,0 | 0,5 | 2,5 |
| Carriera  | Carriera      | 82 | 2  | 8,6  | 40,2 | 0,0 | 73,2 | 1,9 | 0,4 | 0,3 | 0,2 | 2,6 |

### Eurolega
| Anno      | Squadra  | PG | PT | MP   | TC%  | 3P% | TL%  | RP  | AP  | PRP | SP  | PP   |
| --------- | -------- | -- | -- | ---- | ---- | --- | ---- | --- | --- | --- | --- | ---- |
| 2012-2013 | Chimki   | 23 | 2  | 19,6 | 60,5 | 100 | 85,5 | 5,5 | 1,3 | 0,9 | 1,0 | 13,4 |
| 2015-2016 | Chimki   | 13 | 6  | 15,2 | 51,0 | 100 | 68,0 | 3,5 | 0,8 | 1,1 | 0,5 | 9,1  |
| Carriera  | Carriera | 36 | 8  | 18,0 | 57,3 | 100 | 81,5 | 4,8 | 1,1 | 0,9 | 0,8 | 11,8 |

## Palmarès

### Squadra
- Eurocup: 1

Chimki: 2014-15

### Individuale
- McDonald's All-American Game: 1

2002
- All-ULEB Eurocup Second Team: 1

Siviglia: 2010-11